# Risto Jussilainen
Risto Jussilainen, finski smučarski skakalec, * 10. junij 1975, Jyväskylä, Finska.
V svetovnem pokalu je prvič nastopil v sezoni 1992/93 v  švedskem Falunu. Prve stopničke je dosegel v sezoni 1999/00, zmago pa sezono kasneje, 2000/01 na letalnici v Oberstdorfu. Skupaj ima v svetovnem pokalu 16 uvrstitev na zmagovalni oder.
Na olimpijskih igrah v Salt Lake Cityju je s finsko ekipo osvojil srebrno medaljo. Pravtako je osvojil srebrni medalji z ekipo na prvenstvih leta  2001 in 2005.
Je rekorder letalnice v Harrachovu - 212,5 metra.

## Dosežki

### Zmage
Jussilainen ima v svetovnem pokalu 2 zmagi:
| Sezona  | Država/Prizorišče  |
| ------- | ------------------ |
| 2000/01 | Oberstdorf (K-205) |
| 2001/02 | Kuopio             |